# Eccritosia barbata
Eccritosia barbata är en tvåvingeart som först beskrevs av Fabricius 1787.  Eccritosia barbata ingår i släktet Eccritosia och familjen rovflugor. Inga underarter finns listade i Catalogue of Life.